# Guillermo Rojas y Arrieta
Guillermo Rojas y Arrieta CM (* 25. Juni 1855 in Cartago, Costa Rica; † 4. Februar 1933) war ein costa-ricanischer Geistlicher und römisch-katholischer Erzbischof von Panama.

## Leben
Guillermo Rojas y Arrieta trat der Ordensgemeinschaft der Lazaristen bei und empfing am 22. November 1882 die Priesterweihe.
Papst Pius X. ernannte ihn am 21. März 1912 zum Bischof von Panama. Der Bischof von San José de Costa Rica, Juan Gaspar Stork CM, spendete ihm am 18. August desselben Jahres die Bischofsweihe.
Nach der Erhebung des Bistums zum Erzbistum wurde er am 14. Dezember 1925 zum ersten Erzbischof von Panama ernannt. Die feierliche Amtseinführung fand am 9. Mai des folgenden Jahres statt.